# Eunice Kadogo
Eunice Kadogo, née le 4 mai 1994, est une athlète kényane spécialiste des épreuves de sprint. Médaille d'argent sur 100 m aux Jeux africains de 2015, elle bat par la même occasion le record du Kenya de la distance datant de 1987.

## Palmarès
| Date | Compétition            | Lieu        | Résultat | Épreuve   |
| ---- | ---------------------- | ----------- | -------- | --------- |
| 2015 | Jeux africains         | Brazzaville | 2e       | 100 m     |
| 2018 | Championnats d'Afrique | Asaba       | 3e       | 4 × 100 m |